# تاداكوست (آيت وابلي)
تاداكوست هي إحدى مشيخات المملكة المغربية، تتبع جغرافيا لإقليم طاطا وإداريًا لآيت وابلي. يقدر عدد سكانها بـ 985 نسمة حسب الإحصاء الرسمي للسكان والسكنى لسنـة 2004.